# Błękitny krzyż (film)
Błękitny krzyż – polski fabularno-dokumentalny film wojenny z 1955 w reżyserii Andrzeja Munka, zrealizowany na podstawie opowiadania Adama Liberaka Wyprawa po życie. Film rekonstruuje autentyczną akcję Tatrzańskiego Ochotniczego Pogotowia Ratunkowego, które w lutym 1945 roku dokonało ewakuacji partyzanckiego szpitala górskiego przez niemiecko-radziecką linię frontu podczas II wojny światowej. W Błękitnym krzyżu, do którego komentarz odczytywał Gustaw Holoubek, wystąpiła część uczestników tamtej akcji, między innymi Stanisław Gąsienica Byrcyn i Stanisław Marusarz.
Błękitny krzyż był dla Munka pomostem między jego dotychczasową twórczością dokumentalną a późniejszymi osiągnięciami w zakresie filmu fabularnego. Eksperyment polegający na połączeniu dwóch rodzajów filmowych nie przypadł jednak do gustu ówczesnym krytykom filmowym, którzy wytykali Munkowi niezdecydowanie w zakresie przyjętej konwencji. Dopiero po latach Błękitny krzyż został poddany częściowej rehabilitacji, w dużej mierze dzięki obecności naturszczyków oraz zdjęciom Sergiusza Sprudina.

## Fabuła
Na początku filmu pojawia się tekst: 

Historia tej wyprawy jest historią prawdziwą. Drobne zmiany, jakie autorzy wprowadzili w tok opowiadania, nie zmieniają w niczym istotnym jego biegu ani sensu. Wśród postaci występujących w filmie spotkamy autentycznych bohaterów owego zdarzenia. Im właśnie autorzy poświęcają ten film – górskim partyzantom lat wojny i ratownikom Tatrzańskiego Ochotniczego Pogotowia Ratunkowego – ludziom Błękitnego Krzyża.

Akcja filmu rozgrywa się w lutym 1945 podczas II wojny światowej, kiedy na Słowacji utrzymują się garnizony niemieckie. Przez tatrzańskie ostępy śnieżne wędruje słowacki lekarz, doktor Juraj. Dociera do Zakopanego, gdzie kontaktuje się z radzieckim dowództwem, prosząc o ratunek dla swoich słowackich i radzieckich pacjentów z partyzanckiego szpitala w górskiej chacie, znajdującego się okupowanej przez Niemców po słowackiej stronie Tatr.
Akcja przenosi się do tej chaty, gdzie sanitariuszka Bożena opatruje rannych bądź cierpiących na odmrożenia. Jeden ze słowackich partyzantów stoi na warcie, spostrzegając, że w okolicy na dobre zainstalował się niemiecki oddział. Oczekując na pomoc, partyzanci dla poprawy nastroju zapalają „partyzancką gwiazdkę”. Wówczas wartownik wchodzi do chaty, informując o zbliżającym się oddziale niemieckim. Tymczasem jednemu z rannych lekarze muszą amputować odmrożoną nogę.
W międzyczasie grupa polskich ratowników górskich wyrusza z zadaniem przeniesienia na polską stronę rannych i chorych partyzantów przez dwa pasma górskie i linie niemieckich posterunków. W zaprzęgu wyruszającym na granicę znajdują się między innymi doświadczeni taternicy Stanisław Gąsienica Byrcyn, Stanisław Gąsienica z Lasa oraz Stanisław Marusarz. Przekroczenie pasma górskiego utrudniają jednak warunki pogodowe (zamieć śnieżna) oraz żleby, po których wspinają się taternicy. Gdy Byrcyn przywołuje podczas wspinaczki swojego krnąbrnego psa, niespodziewanie na ratowników spada lawina. Jednak okazuje się, że nikt nie ucierpiał. Po drodze grupa spotyka radziecki posterunek, docierając do granicy frontu.
Wkrótce taternicy są zmuszeni zostawić psa oraz narty i przemierzają leśne bezdroża, aby nie mogli zostać wykryci przez niemieckie patrole. O północy Juraj dociera wraz z grupą toprowców do górskiej chaty. Spożywszy posiłek, taternicy zabierają rannych i przeprowadzają ewakuację. Jednak na ich ślad wpadają Niemcy, którzy rozpoczynają pogoń za ratownikami. Ci zdążają przekroczyć linię radzieckiego posterunku i zabierają psa wraz z nartami, jednak osłaniający ich żołnierz radziecki zostaje trafiony. Słowacki wartownik oraz Byrcyn oddzielają się od grupy, by osłaniać ją przed potencjalnym atakiem patrolu niemieckiego. Ostrzał z pobliskiego posterunku radzieckiego zmusza jednak Niemców do odwrotu, dzięki czemu Byrcyn i słowacki wartownik mogą dołączyć z powrotem do grupy. Toprowcy wracają na nartach do Zakopanego, a akcja okazuje się sukcesem.

## Obsada
- Gustaw Holoubek jako Narrator
- Stanisław Gąsienica Byrcyn
- Stanisław Wawrytko
- Stanisław Marusarz
- Stanisław Gąsienica z Lasa
- Ludwik Ziemblic jako Doktor Juraj
- Józef Krzeptowski
- Józef Wawrytko
- Wojciech Siemion jako radziecki partyzant
- Elżbieta Polkowska jako sanitariuszka Bożenka
- Tadeusz Giewont
- Roman Hoły
- Władysław Gondek
- Stefan Joniak
- Jakub Wawrytko
- Andrzej Walczak
- Jan Krzystyniak

## Produkcja

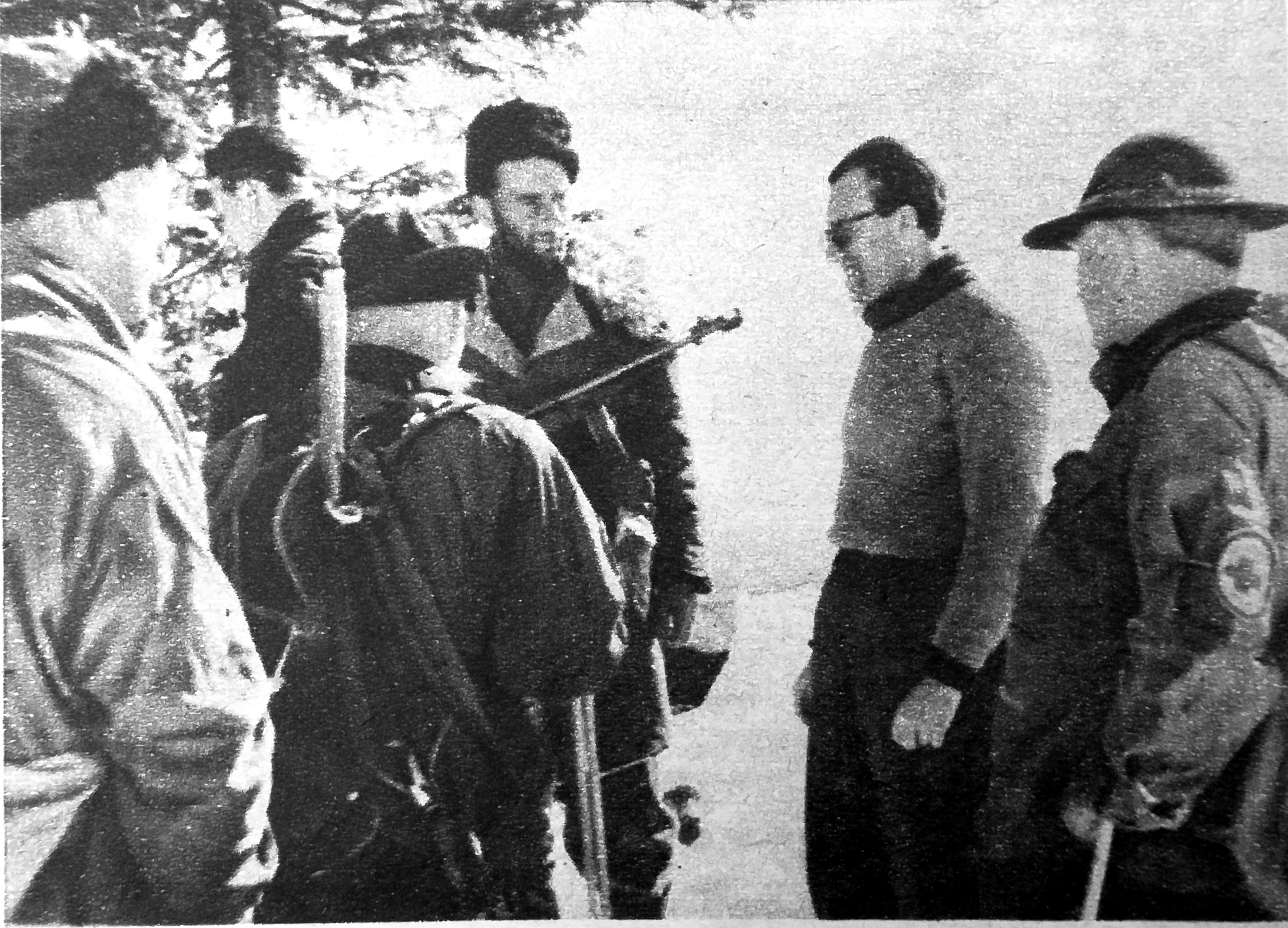
Zdjęcie z planu filmu Błękitny krzyż; Andrzej Munk drugi z prawej (1955)

Po realizacji dokumentu Gwiazdy muszą płonąć Andrzej Munk podjął próbę eksperymentu twórczego na pograniczu filmu fabularnego i dokumentalnego. Jako punkt wyjścia do stworzenia Błękitnego krzyża Munk przyjął opowiadanie Adama Liberaka, co w kontekście dotychczasowej twórczości reżysera – wprawionego dokumentalisty – było nowością. Za punkt zaczepienia zarówno dla opowiadania, jak i filmu posłużyła akcja TOPR-u przeprowadzona w lutym 1945 roku, polegająca na ewakuacji spoza linii niemieckiej obrony na polanie Zwierówka w Dolinie Zuberskiej rannych radzieckich partyzantów; w akcji uczestniczyło 14 taterników pod kierownictwem Zbigniewa Korosadowicza. W przeciwieństwie jednak do zdarzeń przedstawionych na ekranie, udział toprowców w rzeczywistości nie był dobrowolny; ratownicy zobowiązali się wykonać akcję pod groźbą kary śmierci ze strony władz radzieckich. Marek Lubaś-Harny z „Gazety Krakowskiej” zaznaczał, iż „niezależnie od politycznych uwarunkowań i propagandowych zabiegów, trudno nie uznać, że akcja w Dolinie Zuberskiej była trudnym do zakwestionowania, choć nietypowym sukcesem TOPR-u”.
Tematyka prozy Liberaka była reżyserowi bliska z tego powodu, że na przełomie lat 1944 i 1945 Munk pracował jako robotnik oraz palacz kolejki linowej na Kasprowy Wierch. Munk napisał samodzielnie scenariusz na podstawie opowiadania, a opracowanie komentarza zlecił dziennikarzowi i publicyście Karolowi Małcużyńskiemu. Komentarz ów odczytywał z wyczuciem Gustaw Holoubek, wcielający się w rolę narratora. Za zdjęcia do filmu odpowiadał specjalista od twórczości dokumentalnej Sergiusz Sprudin. Do minimum reżyser ograniczył liczbę aktorów zawodowych (wyjątkiem był Wojciech Siemion), natomiast główne role aktorskie odegrali naturszczycy, wśród nich Stanisław Byrcyn Gąsienica, Stanisław Gąsienica z Lasa, Ludwik Ziemblic, Stanisław Marusarz, Józef Krzeptowski, Józef Wawrytka i Elżbieta Polkowska.
Zdjęcia do filmu rozpoczęły się na przełomie stycznia i lutego 1955 po polskiej i czechosłowackiej (obecnie słowackiej) stronie Tatr. Proces kręcenia filmu w plenerze przebiegał w surowych warunkach. Część członków ekipy była ubezpieczana linami w momencie nagrywania sceny z lawiną, która – celowo wywołana – w wyniku uderzenia omal nie pozbawiła Byrcyna życia. Jako sprzęt do kręcenia ujęć wykorzystano kamerę Arriflex. Ostatnie ujęcia nakręcono na przełomie lutego i marca 1955, a łączny nagrany materiał filmowy liczył sobie 1800 metrów. Pokaz przedpremierowy Błękitnego krzyża miał miejsce w siedzibie Centralnego Urzędu Kinematografii 10 października 1955, natomiast premiera w kinach odbyła się 12 października 1955.

### Wydania
W 2006 nakładem Polskiego Wydawnictwa Audiowizualnego Błękitny krzyż ukazał się na płytach DVD w ramach serii Polska Szkoła Dokumentu. Wznowiona wersja Błękitnego krzyża została wydana wraz z kolekcją innych dokumentów Andrzeja Munka w 2009.

## Odbiór
W Polsce początkowo Błękitny krzyż został przyjęty z rozczarowaniem. Antoni Kroh wspominał, że w trakcie warszawskiego seansu, podczas dramatycznej sceny amputacji nogi partyzantowi publiczność na sali wybuchła śmiechem, gdy tylko ekranowy partyzant zaczął śpiewać radziecką pieśń. Jerzy Płażewski zarzucał Munkowi, że ten nie mógł się zdecydować, czy powinien stworzyć film dokumentalny, czy fabularny. Płażewski skwitował Błękitny krzyż jako „pogranicze gatunkowe”, które „nie zadowala ani miłośników filmu dokumentalnego ani fabularnego”. W recenzji dla „Życia Warszawy” Stanisław Grzelecki napisał, iż reżyser: „Ograniczony rozmiarami filmu dokumentalnego, a przede wszystkim zasadniczym założeniem, nie wyszedł poza szkic i, tworząc rzecz nasyconą możliwościami, pozostawił u widza uczucie niedosytu”. Adam Pawlikowski z „Przeglądu Kulturalnego” stwierdził, iż „Błękitny krzyż sprawia wrażenie niedokończonego artystycznie filmu fabularnego”, a jednocześnie stopień autentyzmu w tym filmie „jest zbyt nikły, by film był dokumentem”. Pawlikowski jednak chwalił sprawną pracę kamery, uznając zdjęcia za najmocniejszą stronę Błękitnego krzyża. Z kolei Aleksander Jackiewicz twierdził, że filmowi Munka „zabrakło dramatyczności”, a Błękitny krzyż jest jedynie „schludnie zrobioną opowieścią przygodową, w której człowiek, natura, walka – są tylko pretekstem do sensacyjnej akcji”. Również Jan Antoni Szczepański z „Trybuny Ludu” ocenił efekt pracy Munka jako „pomieszanie rodzajów, które tworzy nie bardzo fortunną hybrydę i wywołuje niedosyt”; Szczepański jednak podkreślił wartość propagandową filmu, rekomendując go do „oglądania przez najszersze rzesze młodzieży” i „propagowania go przez aktyw ZMP”. Zbigniew Pitera z „Filmu” wprawdzie doceniał „ciekawy temat, dobrą reżyserię kilku epizodów, ładną fotografię, umiejętny montaż”, ale mariaż dwóch rodzajów filmowych przyrównał do „zachłannej jazdy okrakiem na pograniczu obu gatunków”.
Bywały też głosy pozytywne. W polemicznej wobec głosu Pitery recenzji Czesław Michalski stwierdził, iż „Munk [...] jest dobrym jeźdźcem i mocno siedzi w siodle jadąc na tej imaginowanej barierze, oddzielającej rzekomo film dokumentalny od fabularnego”. Kazimierz Dębnicki również zaatakował Piterę, „który zajął się problemem teoretycznym czy w ogóle powinno się taką mieszaninę robić, a doszedłszy do wniosku, że nie – w czysto spekulatywny sposób potępił film, broniąc zasady”. Wobec przewagi krytyki negatywnej sam reżyser przyznał jednak, iż „Błękitny krzyż przekonał mnie o niemożności pełnego ukazania wewnętrznych przeżyć bohatera metodą dokumentalną”.
Mimo to podejmowane były próby rehabilitacji filmu. Barbara Mruklik stwierdziła, iż „z dzisiejszego punktu widzenia ówczesne dyskusje wydają się akademickie, a nawet scholastyczne”, a głównym walorem Błękitnego krzyża jest właśnie „pomieszanie gatunków [...]. Munk wyszedł zwycięsko z próby dokumentalnej organizacji materiału dla potrzeb filmu fabularnego”. Małgorzata Hendrykowska pisała, iż obecność naturszczyków w Błękitnym krzyżu „nadała tej sensacyjnej historii niezwykły walor autentyzmu”. Również Thérèse Laforest z francuskiego pisma „Séquences” uznała film za „przekonujący. Ten jednogodzinny film, ściśle dokumentalny w tonie, mówi wszystko, co chce powiedzieć o odwadze mężczyzn, którzy naprawdę dokonali tego wyczynu w lutym 1945 roku”. Kevin Filipski z „The New York Timesa” stwierdził, że „nieprofesjonalni aktorzy dodają filmowi napięcia i autentyczności”, a co najważniejsze – „Munk mniej skupia się na przekazywaniu ideologicznego przesłania, a bardziej na pogłębianiu dramatu niebezpiecznej i heroicznej misji mężczyzn”. Leslie Camhi z „Village Voice” dodał, że film jest ważny ze względu na „brawurowe zdjęcia oraz za widmo śmierci, jakie wisi nad wszystkimi uczestnikami akcji”. Odmiennego zdania był jednak Stuart Klawans z czasopisma „Film Comment”, który zgryźliwie ocenił Błękitny krzyż jako „typowy hołd dla bloku sowieckiego, pełen podziwu dla prostego, uśmiechniętego, niezłomnego ludu, który potrafił pokonać faszyzm i wciąż znajdował czas, aby pozować do swoich zbliżeń”.
Błękitny krzyż został uhonorowany Brązowym Medalem na Międzynarodowym Festiwalu Filmowym w Wenecji, a także II nagrodą na Trento Film Festival. Był to jedyny polski film fabularny z 1955, który w jakikolwiek sposób wyróżniono na międzynarodowych festiwalach. W plebiscycie redakcji „Filmu” z 1956, głosami 664 czytelników Błękitny krzyż znalazł się na czwartym miejscu na liście najlepszych filmów polskiej produkcji, przegrywając rywalizację z filmami Irena do domu!, Godziny nadziei oraz Trzy starty.